# Doug McKay (1929–2020)
Douglas Alvin McKay (ur. 28 maja 1929 w Hamilton, zm. 11 maja 2020 w Burlington) – kanadyjski hokeista grający na pozycji napastnika (prawoskrzydłowego), trener.

## Kariera
Doug McKay karierę sportową rozpoczął w 1947 roku w klubie ligi OHAJr – Windsor Spitfires. Następnie reprezentował barwy klubów ligi IHL: Detroit Bright’s Goodyears (1948) i Detroit Auto Club (1948–1949) po czym wrócił do Windsor Spitfires, w którym występował do 1949 roku.
Potem został zawodnikiem klubu ligi AHL – Indianapolis Capitals, z którym w sezonie 1949/1950 wygrał Puchar Caldera. W drużynie występował razem z m.in.: Gordonem Haidym, z którym w tym samym sezonie w barwach klubu ligi NHL – Detroit Red Wings wygrał Puchar Stanleya. Swój jedyny mecz w lidze NHL rozegrał dnia 15 kwietnia 1950 roku w Maple Leaf Gardens w Toronto w 3. meczu finału Pucharu Stanleya przeciwko New York Rangers, który zakończył się zwycięstwem Czerwonych Skrzydeł 4:0. Zarazem McKay i Chris Hayes są jedynymi zawodnikami, którzy w swojej karierze rozegrali tylko 1 mecz w finale Pucharu Stanleya i zarazem zdobyli to trofeum.
Po udanym sezonie 1949/1950 wrócił do Indianapolis Capitals, jednak wkrótce w ramach wypożyczenia przeniósł się do klubu ligi USHL – Omaha Knights, po czym wrócił do swojego pracodawcy, którego reprezentował w sezonie 1951/1952. Następnie przeniósł się do klubu ligi OSHL – Vernon Canadians, w którym występował do 1954 roku. W międzyczasie grał również w ramach wypożyczeniach w klubach ligi OHASr: Brantford Redmen i Hamilton Tigers. W 1955 roku został zawodnikiem klubu ligi OHASr – Stratford Indians, w którym w 1957 roku w wieku 28 lat zakończył karierę sportową.

## Statystyki
| 1947-1948                | Windsor Spitfires         | OHAJr                    | 33  | 18 | 32 | 50 | 25  | – | – | – | – | 12 | 1 | 4 | 5 | 21 |
| 1947-1948                | Detroit Brights Goodyears | IHL                      | 24  | 8  | 16 | 24 | 68  | – | – | – | – | –  | – | – | – | –  |
| 1948-1949                | Detroit Auto Club         | IHL                      | 6   | 2  | 4  | 6  | 26  | – | – | – | – | 6  | 1 | 3 | 4 | 36 |
| 1948-1949                | Windsor Spitfires         | OHAJr                    | 42  | 19 | 29 | 48 | 98  | – | – | – | – | 4  | 0 | 1 | 1 | 2  |
| 1949-1950                | Indianapolis Capitals     | AHL                      | 65  | 16 | 31 | 47 | 37  | – | – | – | – | 8  | 2 | 6 | 8 | 21 |
| 1949-1950                | Detroit Red Wings         | NHL                      | 0   | 0  | 0  | 0  | 0   | – | – | – | – | 1  | 0 | 0 | 0 | 0  |
| 1950-1951                | Indianapolis Capitals     | AHL                      | 35  | 7  | 8  | 15 | 31  | – | – | – | – | –  | – | – | – | –  |
| 1950-1951                | Omaha Knights             | USHL                     | 10  | 4  | 5  | 9  | 26  | – | – | – | – | 10 | 2 | 1 | 3 | 24 |
| 1951-1952                | Indianapolis Capitals     | AHL                      | 50  | 2  | 8  | 10 | 35  | – | – | – | – | –  | – | – | – | –  |
| 1952-1953                | Vernon Canadians          | OSHL                     | 16  | 2  | 2  | 4  | 16  | – | – | – | – | –  | – | – | – | –  |
| 1952-1953                | Brantford Redmen          | OHASr                    | 11  | 6  | 10 | 16 | 26  | – | – | – | – | 4  | 1 | 2 | 3 | 4  |
| 1953-1954                | Vernon Canadians          | OSHL                     | 43  | 5  | 25 | 30 | 51  | – | – | – | – | –  | – | – | – | –  |
| 1953-1954                | Hamilton Tigers           | OHASr                    | 2   | 0  | 0  | 0  | 4   | – | – | – | – | –  | – | – | – | –  |
| 1955-1956                | Stratford Indians         | OHASr                    | 27  | 8  | 14 | 22 | 59  | – | – | – | – | 7  | 2 | 3 | 5 | 22 |
| 1956-1957                | Stratford Indians         | OHASr                    | 25  | 3  | 12 | 15 | 44  | – | – | – | – | 3  | 0 | 1 | 1 | 2  |
| Razem w OHASr (2 sezony) | Razem w OHASr (2 sezony)  | Razem w OHASr (2 sezony) | 75  | 37 | 61 | 98 | 123 | – | – | – | – | –  | – | – | – | –  |
| Razem w OHASr (4 sezony) | Razem w OHASr (4 sezony)  | Razem w OHASr (4 sezony) | 65  | 17 | 36 | 53 | 133 | – | – | – | – | –  | – | – | – | –  |
| Razem w IHL (2 sezony)   | Razem w IHL (2 sezony)    | Razem w IHL (2 sezony)   | 30  | 10 | 20 | 30 | 94  | – | – | – | – | 6  | 1 | 3 | 4 | 36 |
| Razem w AHL (3 sezony)   | Razem w AHL (3 sezony)    | Razem w AHL (3 sezony)   | 150 | 25 | 47 | 72 | 103 | – | – | – | – | 8  | 2 | 6 | 8 | 21 |
| Razem w NHL (1 sezon)    | Razem w NHL (1 sezon)     | Razem w NHL (1 sezon)    | 0   | 0  | 0  | 0  | 0   | – | – | – | – | 1  | 0 | 0 | 0 | 0  |
| Razem w USHL (1 sezon)   | Razem w USHL (1 sezon)    | Razem w USHL (1 sezon)   | 10  | 4  | 5  | 9  | 26  | – | – | – | – | 10 | 2 | 1 | 3 | 24 |
| Razem w OSHL (2 sezony)  | Razem w OSHL (2 sezony)   | Razem w OSHL (2 sezony)  | 59  | 7  | 27 | 34 | 67  | – | – | – | – | –  | – | – | – | –  |

## Kariera trenerska
Doug McKay po zakończeniu kariery zawodniczej został trenerem. Trenował kluby lig SOJHL, OPJHL, OHASr, IHL i AHL: Hamilton Mountain (1976–1978), Welland Steelers (1978–1979), Kalamazoo Wings (1979–1981 – Puchar Turnera 1980), w którym grał w tym czasie jego syn – Doug oraz Adirondack Red Wings (1981–1982).

## Sukcesy
Zawodnicze
- Puchar Caldera: 1950 z Indianapolis Capitals
- Puchar Stanleya: 1950 z Detroit Red Wings

Szkoleniowe
- Turner Cup: 1980 z Kalamazoo Wings

## Życie prywatne
Jego syn, Doug również był hokeistą, a obecnie jest trenerem hokejowym.